# Yetna River
Der Yetna River ist ein etwa 102 km langer linker Nebenfluss des Iditarod River im Südwesten des US-Bundesstaats Alaska. Er gehört zum Flusssystem des Yukon River.

## Flusslauf
Das Flusssystem des Yetna River liegt größtenteils in der Innoko-Niederung zwischen dem Mittellauf des Iditarod River im Osten und dem Unterlauf des Innoko River im Westen. Der Yetna River entsteht am Zusammenfluss von Big Yetna River (links) und Little Yetna River (rechts). Er fließt in überwiegend nördlicher Richtung. Er weist zahlreiche enge Flussschlingen auf. 7,5 km oberhalb der Mündung trifft ein 28 km langer Seitenarm des Iditarod River rechtsseitig auf den Yetna River. Der Yetna River mündet schließlich auf einer Höhe von 21 m in den nach Westen fließenden Unterlauf des Iditarod River, 71 km nordnordwestlich der verlassenen Stadt Iditarod sowie 137 km westnordwestlich von McGrath. Das Einzugsgebiet des Yetna River umfasst eine Fläche von etwa 2215 km².

## Big Yetna River
Der Big Yetna River ist der etwa 124 km lange linke Quellfluss des Yetna River. Er entspringt auf einer Höhe von etwa 130 m. Er fließt anfangs nach Norden, später nach Nordosten zum Zusammenfluss mit dem Little Yetna River. Er weist entlang seinem gesamten Flusslauf ein stark mäandrierendes Verhalten auf.

## Little Yetna River
Der Little Yetna River ist der etwa 107 km lange rechte Quellfluss des Yetna River. Er entspringt auf einer Höhe von etwa 220 m. Er fließt in nordnordöstlicher Richtung zum Zusammenfluss mit dem Big Yetna River. Er weist entlang seinem gesamten Flusslauf ein stark mäandrierendes Verhalten auf.